# Степанов, Александр Васильевич (генерал авиации)
Александр Васильевич Степанов (22 ноября 1901 — 21 января 1985, Москва) — советский военачальник, генерал-майор авиации, начальник штаба 7-й и 9-й воздушных армий.

## Биография
Участвовал в составе 56-го кавалерийского полка в Гражданской войне на Восточном фронте и в составе 17-й кавалерийской дивизии в советско-польской войне на Западном фронте. Был ранен в ногу в 1919 году.
В должности начальника оперативного отдела штаба ВВС 14-й армии осуществлял оперативное руководство штабами частей армии, обеспечивал взаимодействие с авиацией Северного флота и наземными частями Северного фронта, лично участвовал в боях и «за примерную работу в руководстве штабами частей и проявленное мужество при выполнении боевого задания на фронте борьбы с германским фашизмом» награждён орденом Красного Знамени.
С октября 1941 года по ноябрь 1942 года в должности начальника штаба ВВС 14-й армии участвовал в обороне Заполярья. 11 ноября 1942 года назначен начальником оперативного отдела штаба 7-й воздушной армии, участвовал в боях на Карельском фронте и «за умелую разработку боевых операций, отличное руководство работой штаба ВВС 14-й армии и штабов подчиненных авиачастей, за хорошую постановку работы Оперативного отдела Штаба 7 Воздушной Армии» награждён орденом Отечественной войны I степени.
24 сентября 1943 года назначен начальником штаба 10-го истребительного авиационного корпуса. За умелое и четкое руководство действиями частей корпуса при форсировании Днепра и освобождении Киева и «за умелое и мужественное руководство боевыми операциями и за достигнутые в результате этих операций успехи в боях с немецко-фашистскими захватчиками» награждён орденом Кутузова II степени.
4 февраля 1944 года присвоено звание генерал-майора авиации. Руководил работой штаба и частей корпуса во время проведения Корсунь-Шевченковской, Никопольско-Криворожской, Проскуровско-Черновицкой, Одесской и Львовской наступательных операций 1-го Украинского фронта и «за умелое и мужественное руководство боевыми действиями частей корпуса» награждён орденом Богдана Хмельницкого II степени. За отличие во время проведения Ясско-Кишинёвской операции награждён орденом Суворова II степени.
«За долголетнюю и безупречную службу в Красной Армии» награждён орденами Красного Знамени и Ленина.
12 февраля 1945 года назначен начальником штаба 7-й воздушной армии. Руководил передислокацией частей армии на Дальний Восток и, после расформирования армии, переформированием штаба 9-й воздушной армии. 28 июня 1945 года назначен начальником штаба 9-й воздушной армии. Во время советско-японской войны руководил работой штаба армии и подготовкой разведывательных полков, обеспечивал взаимодействие частей армии с наземными войсками 1-го Дальневосточного фронта во время проведения Харбинской операции и «за руководство боевыми действиями авиации в войне с японскими захватчиками» награждён третьим орденом Красного Знамени.
Похоронен на Кунцевском кладбище.